# Вісенте Гуакон
Вісенте Орландо Гуакон Альварадо (ісп. Vicente Orlando Huacón Alvarado; нар. 5 квітня 1989, Гуаякіль) — еквадорський борець греко-римського стилю, бронзовий призер Панамериканського чемпіонату, бронзовий призер чемпіонату Південної Америки, бронзовий призер Південноамериканських ігор, чемпіон Боліваріанських ігор, учасник Олімпійських ігор.

## Життєпис
У 2009 році став чемпіоном з греко-римської боротьби на Панамериканському чемпіонаті серед юніорів. На тому ж чемпіонаті взяв участь і у змаганнях з вільної боротьби, на яких здобув бронзову нагороду.

## Спортивні результати на міжнародних змаганнях

### Виступи на Олімпіадах
| Змагання                    | Збірна  | Вагова категорія                 | Місце |
| --------------------------- | ------- | -------------------------------- | ----- |
| Літні Олімпійські ігри 2012 | Еквадор | греко-римська боротьба, до 66 кг | 12    |

### Виступи на Чемпіонатах світу
| Змагання                        | Збірна  | Вагова категорія                 | Місце |
| ------------------------------- | ------- | -------------------------------- | ----- |
| Чемпіонат світу з боротьби 2011 | Еквадор | греко-римська боротьба, до 66 кг | 32    |

### Виступи на Панамериканських чемпіонатах
| Змагання                                   | Збірна  | Вагова категорія                 | Місце  |
| ------------------------------------------ | ------- | -------------------------------- | ------ |
| Панамериканський чемпіонат з боротьби 2011 | Еквадор | греко-римська боротьба, до 66 кг | Бронза |
| Панамериканський чемпіонат з боротьби 2012 | Еквадор | греко-римська боротьба, до 66 кг | 5      |
| Панамериканський чемпіонат з боротьби 2015 | Еквадор | греко-римська боротьба, до 75 кг | 10     |

### Виступи на Панамериканських іграх
| Змагання                  | Збірна  | Вагова категорія                 | Місце |
| ------------------------- | ------- | -------------------------------- | ----- |
| Панамериканські ігри 2011 | Еквадор | греко-римська боротьба, до 66 кг | 5     |

### Виступи на Чемпіонатах Південної Америки
| Змагання                                    | Збірна  | Вагова категорія                 | Місце  |
| ------------------------------------------- | ------- | -------------------------------- | ------ |
| Чемпіонат Південної Америки з боротьби 2015 | Еквадор | греко-римська боротьба, до 75 кг | Бронза |

### Виступи на Південноамериканських іграх
| Змагання                       | Збірна  | Вагова категорія                 | Місце  |
| ------------------------------ | ------- | -------------------------------- | ------ |
| Південноамериканські ігри 2014 | Еквадор | греко-римська боротьба, до 75 кг | Бронза |

### Виступи на Боліваріанських іграх
| Змагання                 | Збірна  | Вагова категорія                 | Місце  |
| ------------------------ | ------- | -------------------------------- | ------ |
| Боліваріанські ігри 2013 | Еквадор | греко-римська боротьба, до 74 кг | Золото |

### Виступи на інших змаганнях
| Змагання                                                               | Збірна  | Вагова категорія                 | Місце  |
| ---------------------------------------------------------------------- | ------- | -------------------------------- | ------ |
| Олімпійський кваліфікаційний турнір з боротьби 2012 (Кіссіммі-Орландо) | Еквадор | греко-римська боротьба, до 66 кг | Золото |
| Гран-прі Іспанії з боротьби 2012                                       | Еквадор | греко-римська боротьба, до 74 кг | 8      |
| Кубок Бразилії з боротьби 2013                                         | Еквадор | греко-римська боротьба, до 74 кг | 5      |

### Виступи на змаганнях молодших вікових груп
| Змагання                                                 | Збірна  | Вагова категорія                 | Місце  |
| -------------------------------------------------------- | ------- | -------------------------------- | ------ |
| Панамериканський чемпіонат з боротьби серед юніорів 2009 | Еквадор | греко-римська боротьба, до 66 кг | Золото |
| Панамериканський чемпіонат з боротьби серед юніорів 2009 | Еквадор | вільна боротьба, до 74 кг        | Бронза |